# Medalha Genetics Society of America
A Medalha Genetics Society of America (em inglês:  Genetics Society of American Medal) é uma medalha concedida pela Genetics Society of America (GSA) por contribuições de destaque na área da genética nos últimos 15 anos.
A medalha foi estabelecida pela sociedade em 1981, reconhecendo membros que contribuíram recentemente para a área.

## Recipientes
- 1981 Beatrice Mintz
- 1982 Gerald Fink
- 1983 Charles Yanofsky
- 1984 David Hogness
- 1985 Philip Leder
- 1986 Gerald Rubin
- 1987 Sydney Brenner (Nobel de Fisiologia ou Medicina)
- 1988 David Botstein e Ira Herskowitz
- 1989 Allan Charles Spradling
- 1990 Nancy Kleckner
- 1991 Bruce S. Baker
- 1992 Maynard Victor Olson[2]
- 1993 Jon Beckwith
- 1994 Leland Hartwell (Nobel de Fisiologia ou Medicina)
- 1995 Eric Wieschaus[3] (Nobel de Fisiologia ou Medicina)
- 1996 Elliot Meyerowitz[4]
- 1997 Christine Guthrie[5]
- 1998 Ronald Wayne Davis
- 1999 Charles H. Langley[6]
- 2000 Jack Szostak[7] (Nobel de Fisiologia ou Medicina)
- 2001 Robert Horvitz (Nobel de Fisiologia ou Medicina)
- 2002 Andrew Fire (Nobel de Fisiologia ou Medicina)
- 2003 Jeffrey Hall[8]
- 2004 Trudy Mackay[9]
- 2005 Stephen Elledge[10][11]
- 2006 Victor Ambros[12]
- 2007 Shirley Marie Tilghman[13]
- 2008 Susan Lindquist[14]
- 2009 Marian Carlson
- 2010 Barbara J. Meyer
- 2011 John Carlson
- 2012 Joanne Chory[15]
- 2013 Elaine A. Ostrader[16]
- 2014 Angelika Amon
- 2015 Steven Henikoff
- 2016 Detlef Weigel
- 2017 David Kingsley[17]
- 2018 Mariana Wolfner
- 2019 Anne Villeneuve
- 2020 Bonnie Bassler